# سمندر ازو
سمندر اِزو (نام علمی: Hynobius retardatus) یا سمندر هوکایدو یک گونه سمندر از خانواده سمندران آسیایی و بومی ژاپن است. زیستگاه‌های طبیعی آن جنگل‌های معتدل، بوته زارهای معتدل، باتلاق‌ها، مرداب‌های آب شیرین، باتلاق‌های متناوب آب شیرین، چشمه‌های  آب شیرین، زمین‌های آبی و آبراهه‌ها و جوی‌ها است.